# Guernica (canção)
"Guernica" (ゲルニカ) ou "Guernika" é o décimo sexto single da banda japonesa de rock Kuroyume, lançado em 11 de dezembro de 2013 simultaneamente com "I Hate Your Popstar Life" pela Avex Trax. Foi usado como música tema do filme japonês Bilocation.

## Visão geral
Foi lançado em três edições pela Avex Trax em 11 de dezembro de 2013 juntamente com outro single, "I Hate Your Popstar Life". A edição CD Only inclui as faixas "Guernica" e "Calling", o videoclipe de "Guernica" e seu making-of, a edição limitada A contém estas duas faixas mais as faixas "13 new ache", "White Lush Movie" e "Barter" ao vivo no Zepp Diver City em 6 de setembro de 2013 e a edição limitada B contém duas faixas, "Guernica" e "Straw Head".
O título foi inspirado na pintura Guernica de Picasso. A capa do single apresenta a atriz principal do filme Bilocation, Asami Mizukawa.

## Recepção
Alcançou a décima quinta posição nas paradas da Oricon Albums Chart.

## Faixas
| N.º | Título                | Duração |  |
| 1.  | "Guernica" (ゲルニカ) | 5:24    |  |
| 2.  | "Calling"             | 3:28    |  |

| N.º | Título                               | Duração |  |
| 1.  | "Guernica" (Videoclipe)              |         |  |
| 2.  | "Guernica" (Making-of do videoclipe) |         |  |

### Edição limitada
Tipo A
| N.º | Título                | Duração |  |
| 1.  | "Guernica" (ゲルニカ) | 5:24    |  |
| 2.  | "Calling"             | 3:28    |  |

| N.º | Título                                                                   | Duração |  |
| 1.  | "13 new ache" (Ao vivo em Zepp Diver City em 6 de setembro de 2013)      |         |  |
| 2.  | "White Lush Movie" (Ao vivo em Zepp Diver City em 6 de setembro de 2013) |         |  |
| 3.  | "Barter" (Ao vivo em Zepp Diver City em 6 de setembro de 2013)           |         |  |

Tipo B
| N.º | Título                        | Duração |  |
| 1.  | "Guernica" (ゲルニカ)         | 5:24    |  |
| 2.  | "Straw Head" (ストローヘッド) | 3:39    |  |

## Ficha técnica
Kuroyume
- Kiyoharu - vocais
- Hitoki - baixo

### Músicos convidados
Guernica
- K-A-Z[nota 1] - guitarra
- GO - bateria

Calling
- Koichi Korenaga - guitarra
- Kashikura Takashi - bateria

Straw Head
- Tetsu Takano - guitarra
- Katsuma - bateria